# Interne Mengenlehre
Die interne Mengenlehre (engl. Internal Set Theory (IST)) ist eine syntaktische Version der Nichtstandard-Analysis, die 1977 von Edward Nelson eingeführt wurde. Anders als im modelltheoretischen Ansatz werden Infinitesimale nicht mit Hilfe einer nicht-archimedischen Körpererweiterung konstruiert, sondern durch eine Erweiterung der Mengenlehre innerhalb der reellen Zahlen definiert.

## Sprache und Axiome
Neben der mengentheoretischen Elementschaft {\displaystyle \in } wird ein Prädikat {\displaystyle \mathrm {st} } (für standard) eingeführt, das im Folgenden durch drei Axiomenschemata beschrieben wird. Formeln, welche {\displaystyle \mathrm {st} } nicht enthalten, heißen interne Formeln; solche, die {\displaystyle \mathrm {st} } enthalten, heißen externe Formeln.
Als Abkürzung werden folgende Quantoren definiert:
- {\displaystyle \forall ^{\mathrm {st} }x:\Phi } für {\displaystyle \forall x:\operatorname {st} (x)\Rightarrow \Phi } (für alle standard {\displaystyle x} gilt ...)
- {\displaystyle \exists ^{\mathrm {st} }x:\Phi } für {\displaystyle \exists x:\operatorname {st} (x)\land \Phi } (es gibt (mindestens) ein standard {\displaystyle x}, so dass gilt ...)
- {\displaystyle \forall ^{\mathrm {fin} }x:\Phi } für {\displaystyle \forall x:\operatorname {fin} (x)\Rightarrow \Phi } (für alle endlichen Mengen {\displaystyle x} gilt ...)
- {\displaystyle \exists ^{\mathrm {fin} }x:\Phi } für {\displaystyle \exists x:\operatorname {fin} (x)\land \Phi } (es gibt (mindestens) eine endliche Menge {\displaystyle x}, so dass gilt ...)

Sowie Kombinationen dieser Abkürzungen wie {\displaystyle \forall ^{\mathrm {st\,fin} }x:\Phi } oder {\displaystyle \forall ^{\mathrm {st} }x\in A:\Phi }, deren formale Definition ähnlich angegeben werden kann.
Neben der Zermelo-Fraenkel-Mengenlehre mit Auswahlaxiom (wobei die Axiomenschemata nur solche Formeln verwenden dürfen, in denen {\displaystyle \mathrm {st} } nicht vorkommt) werden drei weitere Axiomenschemata verwendet:

### Das Transferaxiom
Für jede interne Formel {\displaystyle \Phi } (mit {\displaystyle n+1} freien Variablen), in der das Prädikat {\displaystyle \mathrm {st} } nicht vorkommt, gilt:
{\displaystyle \forall ^{\mathrm {st} }t_{1},...,t_{n}(\forall ^{\mathrm {st} }x:\Phi (x,t_{1},...,t_{n})\Leftrightarrow \forall x:\Phi (x,t_{1},...,t_{n}))}
Die Umformulierung
{\displaystyle \forall ^{\mathrm {st} }t_{1},...,t_{n}(\exists ^{\mathrm {st} }x:\Phi (x,t_{1},...,t_{n})\Leftrightarrow \exists x:\Phi (x,t_{1},...,t_{n}))}
zeigt, dass jede Menge, deren Existenz und Eindeutigkeit in der klassischen Theorie bewiesen werden kann, eine Standardmenge ist.

### Das Idealisierungsaxiom
Für jede interne Formel {\displaystyle \Phi }, in der die Variable {\displaystyle z} nicht frei ist und das Prädikat {\displaystyle \mathrm {st} } nicht vorkommt, gilt:
{\displaystyle (\forall ^{\mathrm {st\,fin} }z\exists x\forall y\in z:\Phi )\iff (\exists x\forall ^{\mathrm {st} }y:\Phi )}
Das Idealisierungsaxiom liefert zwei wichtige Folgerungen:
1. Eine Menge ist standard und endlich, genau dann, wenn alle ihre Elemente endlich sind.
2. Es existiert eine endliche Menge, die alle Standardmengen enthält.

Gerade die zweite Aussage ist gewöhnungsbedürftig: Es existiert eine endliche Menge, die (nach der Folgerung aus dem Transferaxiom) alle in der klassischen Mengenlehre konstruierbaren Mengen enthält. Diese endliche Menge ist allerdings nicht standard, da sie sonst nach dem Transfer-Axiom alle Elemente überhaupt enthält. Allerdings ist auch der Begriff „endlich“ selbst nicht standard, oder wie Nelson selbst sagt: „‚endlich‘ bedeutet nicht das, was wir immer dachten.“
Obwohl diese Definition gewöhnungsbedürftig ist, ist sie der Schlüssel zur Nichtstandard-Analysis: Wir können folgern, dass es reellen Zahlen gibt, die größer als 0, aber kleiner als jede positive Standardzahl sind.

### Das Standardisierungsaxiom
Für jede (interne oder externe) Formel {\displaystyle \Phi } (in der die Variable {\displaystyle y} nicht vorkommt), gilt:
{\displaystyle \forall ^{\mathrm {st} }x\exists ^{\mathrm {st} }y\forall ^{\mathrm {st} }z(z\in y\iff (z\in x\land \Phi (x)))}
Das Standardisierungsaxiom erlaubt (als einziges Axiom) die Konstruktion von Mengen mit Hilfe von Formeln, die das Prädikat {\displaystyle \mathrm {st} } verwenden. Allerdings kann eine so konstruierte Menge nicht-standard Elemente enthalten, die {\displaystyle \Phi } nicht erfüllen.

## Beispiele
Drei klassische Beispiele aus der Infinitesimalrechnung sollen zeigen, wie in der Internal Set Theory verschiedene Vorgehensweisen gerechtfertigt werden können, die ohne die zusätzlichen Axiome nicht formulierbar wären. Im Gegensatz zu anderen Ansätzen der Nichtstandard-Analysis können solche Argumente ohne eine Körpererweiterung und ohne schwierige logische Vorarbeit formuliert werden.
Eine reelle Zahl {\displaystyle x} heißt unendlich klein oder Infinitesimalzahl, wenn für jede reelle Standardzahl {\displaystyle r>0} gilt: {\displaystyle |x|<r}. In jüngeren Publikationen liest man auch den Begriff i-klein, um den historischen, aber eventuell irreführenden Begriff "unendlich" zu umgehen. Man schreibt noch {\displaystyle x\approx y}, wenn die Differenz {\displaystyle x-y} infinitesimal ist.

### Stetigkeit
Mit Hilfe dieser Infinitesimale kann beispielsweise die Stetigkeit charakterisiert werden: Eine Standardfunktion {\displaystyle f\colon \mathbb {R} \to \mathbb {R} } ist in einem Punkt {\displaystyle x\in \mathbb {R} } genau dann stetig, wenn für alle {\displaystyle y\approx x} gilt: {\displaystyle f(y)\approx f(x)}. Die Funktion ist genau dann stetig, wenn sie in allen Standardpunkten stetig ist und genau dann gleichmäßig stetig, wenn sie in allen Punkten stetig ist.
Im Gegensatz zur „{\displaystyle \epsilon }-{\displaystyle \delta }-Definition“ (mit Hilfe von Grenzwerten) ist diese Definition etwas anschaulicher: Wenn das Argument nur ein kleines bisschen geändert wird, dann ändert sich auch das Bild nur ein kleines bisschen.
Beispielsweise ist die Funktion {\displaystyle f(x)=x^{2}} stetig, denn sei {\displaystyle x_{0}} standard und {\displaystyle \epsilon \approx 0,\epsilon \neq 0}, so ist
{\displaystyle f(x_{0}+\epsilon )=x_{0}^{2}+2x_{0}\epsilon +\epsilon ^{2}\approx x_{0}^{2}=f(x)}
Allerdings ist {\displaystyle f} nicht gleichmäßig stetig, da sie etwa im Punkt {\displaystyle \epsilon ^{-1}\approx \infty } nicht stetig ist:
{\displaystyle f(\epsilon ^{-1}+\epsilon )=\epsilon ^{-2}+2\epsilon ^{-1}\epsilon +\epsilon ^{2}\approx \epsilon ^{-2}+2\not \approx f(\epsilon ^{-1})}

### Differentiation
Die Ableitung einer Funktion ist im Allgemeinen wie üblich definiert. Für Standardfunktionen gibt es allerdings eine äquivalente Formulierung: Die Ableitung einer (reellen) Standardfunktion {\displaystyle f} ist eine Standardfunktion {\displaystyle f'}, die jedem Standardpunkt {\displaystyle x} (in dem {\displaystyle f} differenzierbar ist) eine Standardzahl zuordnet, so dass für alle {\displaystyle \epsilon \approx 0,\epsilon \neq 0} gilt:
{\displaystyle f'(x)\approx {\frac {f(x+\epsilon )-f(x)}{\epsilon }}}
Diese Formulierung kann mit Hilfe des Transfer-Axioms beim Finden der Ableitung helfen. Was ist beispielsweise die Ableitung von {\displaystyle f(x)=x^{2}}?
Die Funktion ist standard. Angenommen, {\displaystyle x_{0}} ist irgendeine Standardzahl. Dann gilt für alle {\displaystyle \epsilon \approx 0,\epsilon \neq 0}
{\displaystyle f'(x_{0})\approx {\frac {(x_{0}+\epsilon )^{2}-x_{0}^{2}}{\epsilon }}={\frac {x_{0}^{2}+2x_{0}\epsilon +\epsilon ^{2}-x_{0}^{2}}{\epsilon }}=2x_{0}+\epsilon \approx 2x_{0}}
Also ist für alle Standardwerte {\displaystyle f'(x)=2x}, und mit dem Transferaxiom muss das für alle {\displaystyle x} gelten.

### Integration
Ist {\displaystyle D\subseteq \mathbb {R} } eine Standardmenge, {\displaystyle f\colon D\rightarrow \mathbb {R} } eine integrierbare Standardfunktion und {\displaystyle F} eine endliche Menge, die alle Standardzahlen in {\displaystyle D} enthält, dann ist {\displaystyle \int _{D}f(x)dx\approx \sum _{F}f(x)\Delta x}, wobei {\displaystyle \Delta x} der Abstand von {\displaystyle x} zum nächstgrößeren Punkt aus {\displaystyle F} ist.
Damit lässt sich recht einfach und anschaulich die Substitutionsregel für das Integral herleiten: Soll in dieser Summe {\displaystyle x} durch {\displaystyle g(y)} ersetzt werden (wobei {\displaystyle g} eine geeignete Standardfunktion ist), so muss auch {\displaystyle \Delta x} durch ein geeignetes {\displaystyle \Delta y} ersetzt werden.
Falls aber {\displaystyle g} differenzierbar, so ist (vgl. Beispiel Differentiation)
{\displaystyle g'(y)\approx {\frac {g(y+\Delta y)-g(y)}{\Delta y}}={\frac {\Delta g(y)}{\Delta y}}={\frac {\Delta x}{\Delta y}}}
und dieser Term kann – anders als das formale Objekt {\displaystyle {\frac {dx}{dy}}} – einfach umgeformt und eingesetzt werden:
{\displaystyle \int _{D}f(x)dx\approx \sum _{F}f(x)\Delta x\approx \sum _{F'}f(g(y))g'(y)\Delta y\approx \int _{D'}f(g(y))g'(y)dy}
Und da sowohl {\displaystyle f}, als auch {\displaystyle g} Standardfunktionen sind, müssen die Integrale gleich sein.